# 1988年の相撲
1988年の相撲（1988ねんのすもう）は、1988年の相撲関係のできごとについて述べる。

## 大相撲

### できごと
- 1月、前年10月の式守伊三郎死去に伴い、1席空席となっていた三役格行司に、幕内格行司式守勘太夫が昇格。1月場所8日目、当時の皇太子一家観戦。協会役員改選で新理事長に二子山を互選。
- 2月、元関脇出羽の花引退、年寄出来山襲名。元小結大錦引退、年寄山科襲名。元小結大潮引退、年寄錣山襲名。元十両11枚目伊予櫻が引退、若者頭に転向。武隈（元関脇北の洋）が停年退職。
- 3月、3月場所2日目、春場所の満員御礼が1974年の13日目から200回に到達。
- 4月、二子山理事長、還暦土俵入り。元関脇青ノ里の立田川部屋が千代田区飯田橋で土俵開き。元関脇岩風死去、54歳。
- 6月、元十両筆頭魄龍が引退、若者頭に転向。
- 9月、元関脇玉ノ富士の片男波部屋が墨田区石原で土俵開き。幕内格行司木村玉光死去、60歳。9月場所8日目、昭和天皇は大相撲を観戦する予定であったが、宮内庁は「発熱のため取りやめる」と発表。
- 10月、高砂理事（元横綱朝潮）死去、58歳。尾上（元小結富士錦）が高砂継承。元関脇玉ノ海死去、75歳。元関脇麒麟児引退、年寄北陣襲名。
- 11月、11月場所千秋楽、千代の富士は大乃国に敗れ53連勝でストップ
- 12月、先代高砂親方の協会葬。元前頭2枚目三杉磯の峰崎部屋が練馬区田柄で土俵開き。入間川（元前頭16枚目大江戸）、勝ノ浦（元前頭6枚目鬼竜川）停年退職。元前頭2枚目南海龍廃業。

### 本場所
- 一月場所（両国国技館・10日～24日）
幕内最高優勝 : 旭富士正也（14勝1敗,1回目）
　殊勲賞-逆鉾、敢闘賞-琴ヶ梅
十両優勝 : 安芸ノ島勝巳（12勝3敗）
- 三月場所（大阪府立体育会館・13日～27日）
幕内最高優勝 : 大乃国康（13勝2敗,2回目）
　敢闘賞-麒麟児
十両優勝 : 若瀬川剛充（13勝2敗）
- 五月場所（両国国技館・8日～22日）
幕内最高優勝 : 千代の富士貢（14勝1敗,23回目）
　殊勲賞-琴ヶ梅、敢闘賞-太寿山、水戸泉
十両優勝 : 秀ノ花行秀（11勝4敗）
- 七月場所（愛知県体育館・3日～17日）
幕内最高優勝 : 千代の富士貢（15戦全勝,24回目）
　殊勲賞-逆鉾、敢闘賞-安芸ノ島
十両優勝 : 多賀竜昇司（10勝5敗）
- 九月場所（両国国技館・11日～25日）
幕内最高優勝 : 千代の富士貢（15戦全勝,25回目）
　殊勲賞-水戸泉、安芸ノ島、敢闘賞-花ノ国、琴富士
十両優勝 : 貴ノ浜真二（11勝4敗）
- 十一月場所（福岡国際センター・13日～27日）
幕内最高優勝 : 千代の富士貢（14勝1敗,26回目）
　技能賞-霧島
十両優勝 : 益荒雄宏夫（11勝4敗）
- 年間最優秀力士賞：千代の富士貢（70勝5敗15休）
- 年間最多勝：旭富士正也(73勝17敗)

## 誕生
- 1月26日 - 隠岐の富士和也（最高：幕下11枚目、所属：八角部屋、世話人：隠岐の富士）
- 2月9日 - 鏡桜南二（最高位：前頭9枚目、所属：鏡山部屋→伊勢ノ海部屋）[1]
- 4月6日 - 栃乃若導大（最高位：前頭筆頭、所属：春日野部屋）[2]
- 7月8日 - 若ノ鵬寿則（最高位：前頭筆頭、所属：間垣部屋）[3]
- 8月7日 - 常幸龍貴之（最高位：小結、所属：北の湖部屋→木瀬部屋）[4]
- 8月9日 - 旭秀鵬滉規（最高位：前頭4枚目、所属：大島部屋→友綱部屋）[5]
- 8月18日 - 青狼武士（最高位：前頭14枚目、所属：錣山部屋）[6]
- 10月15日 - 益荒海幸太（最高位：十両5枚目、所属：阿武松部屋）[7]
- 11月14日 - 千代大龍秀政（最高位：小結、所属：九重部屋）[8]

## 死去
- 4月30日 - 岩風角太郎（最高位：関脇、所属：若松部屋→西岩部屋→若松部屋、* 1934年【昭和9年】）[9]
- 7月5日 - 吉松義彦（柔道家、高校横綱、* 1920年）
- 8月13日 - 太刀若峯五郎（最高位：前頭6枚目、所属：友綱部屋→東関部屋→高砂部屋、* 1903年【明治36年】）[10]
- 10月23日 - 玉ノ海梅吉（最高位：関脇、所属：二所ノ関部屋→粂川部屋→二所ノ関部屋、* 1912年【大正元年】）[11]
- 10月23日 - 4代朝潮太郎（第46代横綱、所属：高砂部屋、年寄：高砂、* 1929年【昭和4年】）[12]